# Napramak
Napramak (cinija, kralji, lat. Zinnia), rod jednogodišnjeg raslinja iz Sjeverne i Južne Amerike. Postoji oko 20 vrsta. Neke od njih uvezene su u Europu, među kojima i ukrasna cinija ili ljupki napramak (Z. elegans) u Hrvatsku s kultivarima ‘Belvedere Dwarf's’, ‘Border Beauty Rose’, ‘Envy’.

## Vrste
1. Zinnia acerosa (DC.) A.Gray
2. Zinnia americana (Mill.) Olorode & A.M.Torres
3. Zinnia angustifolia Kunth
4. Zinnia anomala A.Gray
5. Zinnia bicolor Hemsl.
6. Zinnia citrea A.M.Torres
7. Zinnia coahuilana B.L.Turner
8. Zinnia elegans Jacq.
9. Zinnia flavicoma (DC.) Olorode & A.M.Torres
10. Zinnia grandiflora Nutt.
11. Zinnia guanajuatensis (Calderón & Rzed.) B.L.Turner
12. Zinnia haageana Regel
13. Zinnia juniperifolia A.Gray
14. Zinnia leucoglossa S.F.Blake
15. Zinnia maritima Kunth
16. Zinnia marylandica D.M.Spooner, Stimart & T.H.Boyle
17. Zinnia microglossa (DC.) McVaugh
18. Zinnia oligantha I.M.Johnst.
19. Zinnia peruviana (L.) L.
20. Zinnia purpusii Brandegee
21. Zinnia tenuis (S.Watson) Strother
22. Zinnia venusta (A.M.Torres) Olorode & A.M.Torres
23. Zinnia zamudiana Calderón & Rzed.
24. Zinnia zinnioides (Kunth) Olorode & A.M.Torres

## Sinonimi
- Crassina Scepin; De Acido Veg.: 42 (1758), nom. rej.
- Diplothrix DC.; Prodr. [A. DC.] 5: 611 (1836)
- Lepia Hill; Exot. Bot.: t. 29 (1759), nom. rej.
- Mendezia DC.; Prodr. [A. DC.] 5: 532 (1836)
- Tragoceros Kunth; Nov. Gen. Sp. [H. B. K.], ed. fol. 4: 195 (1818)